# (34672) 2000 YU53
2000 YU53 (asteroide 34672) é um asteroide da cintura principal. Possui uma excentricidade de 0.03701930 e uma inclinação de 10.90108º.
Este asteroide foi descoberto no dia 30 de dezembro de 2000 por LINEAR em Socorro.